# Instituto Autónomo de Bibliotecas e Información del Estado Mérida

El Instituto Autónomo de Bibliotecas e Información del Estado Mérida (IBIME), es un organismo adscrito a la gobernación del estado Mérida - Venezuela con la finalidad de velar por la red de bibliotecas del mismo, con el propósito de preservar todas aquellas actividades en pro del acervo cultural, histórico y educativo de las comunidades merideñas.

## Historia
El Instituto Autónomo de Servicios de Bibliotecas e Información (IBIME), fue creado 18 de junio de 1998 según Gaceta Oficial del Estado Mérida, número 90 Extraordinaria, en la cual, la Asamblea Legislativa del Estado Mérida, decretaba la Ley del Instituto Autónomo de Servicios de Bibliotecas e Información del Estado Mérida.

## Funciones
Ser responsable de la ejecución de las políticas que en materia de servicios de bibliotecas e información se ofrecen a toda la comunidad merideña rigiéndose por la normativa técnica bibliotecológica se rige por el Sistema Nacional de Bibliotecas Públicas y las políticas de la Biblioteca Nacional como órgano rector en Venezuela.
Ser en el estado Mérida el organismo garante del principio de libertad de la posibilidad de seleccionar materiales bibliográficos y no bibliográficos, en diferentes formatos, que constituyan al acervo histórico de la región y nacional.
Actuar como ente del gobierno estadal, responsable de la ejecución y cumplimiento de las políticas, normas y procedimientos, que en materia de servicios de bibliotecas e información que se ofrecen a toda la comunidad merideña, sin hacer distinción de nacionalidad, credo, raza, sexo, nivel de formación y condición social.

## Servicios
- Préstamo en sala.
- Préstamo al hogar
- Servicio de referencia.
- Servicios de información digital.
- Sala general.
- Servicio para niños.
- Hemeroteca del estado
- Cajas viajeras.
- Revistas de interés general
- Departamento de reparación y encuadernación de libros.
- Préstamo interbibliotecario.

### Catálogo público
Módulo de catálogo público (en inglés OPAC Online Public Access Catalog) el cual permite recuperar información del fondo bibliográfico de la red de bibliotecas públicas del estado Mérida, y que es ingresado por el personal del área de procesos técnicos, quienes catalogan y clasifican todo el material haciendo uso del sistema decimal Dewey, en forma automatizado bajo el sistema gestor de bibliotecas LIBRUM 2.5, resguardado en las 53 bibliotecas de los 23 municipios del estado y que agiliza su ubicación por parte de los usuarios interesados en obtener información para su beneficio.

## Bibliomovil o biblioteca móvil
Es un servicio de Biblioteca móvil con libros de diferentes categorías, que tiene como finalidad atender las comunidades, instituciones, consejos comunales, comités de cultura y grupos deportivos que solicitan el servicio como apoyo a las actividades de promoción y animación a la lectura y actividades culturales.